# Pelonaia
Pelonaia is een geslacht van zakpijpen (Ascidiacea) uit de familie Styelidae en de orde Stolidobranchia.

## Soorten
- Pelonaia corrugata Goodsir & Forbes, 1841
- Pelonaia quadrivena Monniot F., 2011